# غلين لوروا ارتشر جونيور
غلين لوروا ارتشر جونيور (بالإنجليزية: Glenn Leroy Archer, Jr.)‏ هو قاضي وضابط أمريكي، ولد في 21 مارس 1929 في Densmore, Kansas ‏ في الولايات المتحدة، وتوفي في 27 يوليو 2011 في تمبي في الولايات المتحدة.